# Vinci Airports
La Vinci Airports, una filial del Grupo Vinci, es una empresa francesa que garantiza el desarrollo y operación de plataformas aeroportuarias en el mundo. Integrador global, la compañía desarrolla, financia, construye y opera una red de 35 aeropuertos: 13 en Francia, 10 en Portugal, 3 en Camboya, 2 en Japón, 6 en la República Dominicana, uno en Chile y uno en Costa Rica.
Como uno de los cuatro actores más grandes en el mercado aeroportuario, todas las plataformas VINCI Airports representan un tráfico total anual de más de 132 millones de pasajeros y es utilizado por más de 200 compañías aéreas. En 2016 su volumen de negocios consolidado ascendió a 1005 millones de euros.

## Histórico y desarrollo
En 1995, VINCI Airports obtuvo su primera concesión aeroportuaria. Se firmó un contrato, a través de sus subsidiarias Cambodia Airports, que durará hasta el año 2040 para los aeropuertos de Phnom Penh y Siem Reap. Desde diciembre de 2011, VINCI Airports también tiene la concesión de un tercer aeropuerto internacional en Camboya: el de Sihanoukville.
Francia abre su gestión de  aeropuertos a una delegación de servicio público. VINCI Airports ganó su primera oferta  del aeropuerto de Grenoble en 2003 y una segunda en 2004 de Chambéry. VINCI Airports se ha desarrollado a través de estas ofertas hasta obtener la concesión de 13 aeropuertos en Francia en 2016 (clasificación por tráfico de pasajeros) :
- Lyon-Saint-Exupéry ;
- Nantes Atlantique ;
- Rennes - Saint-Jacques ;
- Toulon-Hyères ;
- Clermont-Ferrand Auvergne ;
- Grenoble-Isère ;
- Chambéry - Savoie ;
- Dinard - Pleurtuit ;
- Poitiers-Biard ;
- Saint-Nazaire - Montoir ;
- Le Castellet ;
- Lyon-Bron ;
- Pays d'Ancenis

VINCI Airports es también accionista del 8% de Aeropuertos de París (ADP).
La adquisición de ANA en 2013 por VINCI Airports fue un punto de inflexión hacia una mayor internacionalización de sus actividades·. Con esta adquisición, VINCI Airports en Portugal se otorgó la concesión de 10 aeropuertos (clasificación por tráfico de pasajeros) :
- Lisboa
- Porto
- Faro
- Madere Funchal (Cristiano Ronaldo)
- Punta Delgada
- Horta
- Porto Santo
- Santa Maria
- Flores
- Beja

VINCI Airports se instaló en Chile en 2015. El consorcio Nuevo Pudahuel, que consiste en VINCI Airports (40%), Aéroports de Paris (45%) y Astaldi (15%), obtuvo el funcionamiento del aeropuerto de Santiago de Chile para 20 años.
Fue también en 2015 cuando VINCI Airports y su socio Orix se nombraron la oferta preferida para el aeropuerto internacional de Kansai de Osaka, por un período de 44 años desde el 1 de abril de 2016.
En 2016, VINCI Airports adquirió la empresa Aerodom, concesionaria de seis aeropuertos en la República Dominicana hasta marzo de 2030. VINCI Airports reanudó las concesiones de los aeropuertos de (clasificación por tráfico de pasajeros) :
- Las Americas
- Gregorio Luperon
- Presidente Juan Bosch
- Arroyo Baril
- Dr. Joaquín Balaguer
- Maria Montez

VINCI Airports ha sido designado distribuidor del futuro y polémico Aéroport du Grand Ouest, situado en Notre-Dame-des-Landes, en el norte de Nantes, como reemplazo del actual aeropuerto que se quedó pequeño.
En 2016, Aeropuertos de Lyon (ADL) se integraron en la red VINCI Airports. El consorcio formado por VINCI Airports, la Caisse des Dépôts y Crédit Agricole adquirió el 60% de la empresa ADL, titular de una concesión hasta el 31 de diciembre de 2047 para los aeropuertos de Lyon Saint-Exupéry y Lyon Bron . Lyon-Saint Exupéry, con sus 9 millones de pasajeros, es el mayor aeropuerto del red en Francia.

## Filial[14]
- Sociedad concessionária de aeropuertos (SCA) en Camboya[15] 100 %
- SEAGI – aeropuerto de Grenoble 99,00 %
- SEACA – aeropuerto Chambéry 99,00 %
- SEACFA – aeropuerto de Clermont-Ferrand 99,00 %
- SEAQC – aeropuerto de Quimper-Cornouaille 99,00 %
- Parkazur (Aparcamiento de las compañías de alquiler del Aeropuerto de Nice) 100,00 %
- Cambodia Airports 70%
- Aerodom 100%
- Nuevo Pudahuel 40%
- ANA 100%
- Kansai Airports 40%